# Baianinho de Mauá
Josué Ramalho da Silva (Paulo Afonso, Bahia, 11 de novembro de 1973), mais conhecido como Baianinho de Mauá, é um jogador profissional de sinuca brasileiro. Notabilizou-se na Internet através de vídeos de suas partidas, sendo amplamente considerado o melhor jogador de sinuca em botecos do país.

## Carreira
Natural de Paulo Afonso, na Bahia, cidade a cerca de 450 quilômetros de Salvador, Josué jogou sinuca pela primeira vez aos oito anos, numa mesa de brinquedo. Aos 10, treinava sozinho, subindo em um caixote para enxergar a mesa. Por volta desta idade, deixou a escola; ele estudou até a quarta série. Começou a jogar em bares com apostas aos 13, escondido da família, pois eles tinham medo de confusão, e de policiais, que diziam que "bar não é lugar de criança." Segundo ele, aos 14 anos, venceu o melhor jogador de Paulo Afonso, conhecido como Rato. Aos 15, parou de jogar escondido: "Em dia de feira grande, quando as pessoas vinham dos sítios para vender produtos, eu ia jogar lá e juntava gente. Eu via polícia fardada assistindo e não falavam nada. Parecia que eu tava fazendo um show para o povo. Menino novo ganhando dos caras mais velhos. As pessoas falavam para os meus pais que eu era um artista."
Aos 19 anos, se mudou para Ribeirão Preto, em São Paulo, para trabalhar como ajudante de pedreiro. Entretanto, em duas horas de sinuca ganhou o equivalente a dois pagamentos. Ele então parou de trabalhar na firma e seguiu apenas com a sinuca. Três anos depois, mudou-se para Mauá, surgindo daí seu apelido "Baianinho de Mauá". Segundo o UOL, em 1998, Baianinho era campeão em todas as modalidades de sinuca.
Baianinho se tornou notório na Internet; um de seus vídeos mais famosos conta com mais de oito milhões de visualizações. Ele participa de apresentações em ginásios e chega a cobrar cachê de 10 mil reais. Ele já participou do Balanço Geral, da RecordTV, e do The Noite com Danilo Gentili, do SBT. Em 2021, fez parte do desafio "Sinuquinha vs Snooker" promovido pela Skol, para trazer os maiores vencedores do snooker da Grã-Bretanha para um amistoso.

## Vida pessoal
Baianinho é casado e pai de dois filhos.